# Llubí
Llubí – gmina w Hiszpanii, w prowincji Baleary, we wspólnocie autonomicznej Balearów, o powierzchni 34,92 km². W 2011 roku gmina liczyła 2294 mieszkańców.